# Deutsch-Vietnamesische Gesellschaft
Die Deutsch-Vietnamesische Gesellschaft e. V. (DVG) wurde 1991 in Düsseldorf gegründet. Ziel des unabhängigen Vereins ist es, die politische, wirtschaftliche, wissenschaftliche und kulturelle Beziehung zwischen Deutschland und Vietnam zu fördern. Die DVG hat ihren Sitz in Berlin.

## Organisation
Die Aktivitäten der DVG beruhen vor allem auf ehrenamtlichen Tätigkeiten ihrer Mitglieder sowie auf der Kooperation mit zahlreichen Partnern in Deutschland und Vietnam. Die Mehrzahl ihrer Mitglieder und Unterstützer sind Wirtschaftsunternehmer, Entwicklungshelfer, Wissenschaftler, Politiker, Diplomaten, Händler, Journalisten oder Studenten und unmittelbar an der Entwicklung der Beziehungen zwischen beiden Ländern und Völkern interessiert.
Ehrenvorsitzende der Gesellschaft sind seit der Gründung der DVG die jeweiligen Botschafter der Sozialistischen Republik Vietnam in der Bundesrepublik Deutschland und Botschafter der Bundesrepublik Deutschland in der Sozialistischen Republik Vietnam.
Die Mitgliederversammlung findet alle zwei Jahre kurz vor Jahresende statt.

## Aktivitäten
Die DVG ist bundesweit tätig und als gemeinnütziger Verein anerkannt. In Zusammenarbeit mit Institutionen und Organisationen beider Länder veranstaltet die DVG verschiedene Veranstaltungen, wie Fachtagungen, Seminaren, Diskussions- und Informationsveranstaltungen, kulturelle Ereignisse usw.
Im Mittelpunkt stehen dabei Aktivitäten zur Entwicklung, Förderung und Pflege der politischen, wirtschaftlichen, wissenschaftlichen und kulturellen Beziehungen auf gleichberechtigter Grundlage, im beiderseitigen Interesse und zum beiderseitigen Nutzen. Ziel ist es, die zwischenstaatlichen Beziehungen zu stärken und den Kontakt zwischen Menschen der beiden Länder zu fördern.

## Vorstand
Seit Oktober 2021 ist Rolf Schulze, ehemaliger deutscher Botschafter in Hanoi (2007–2011), Vorsitzender der DVG. Die Steuerung der operativen Tätigkeiten der DVG erfolgt durch den Vorstand, bestehend aus langjährigen Vietnam-Experten aus Kultur, Politik, Wirtschaft und Wissenschaft.
- Rolf Schulze, Vorsitzender
- Ludwig Graf Westarp, stv. Vorsitzender
- Rüdiger Heuer, stv. Vorsitzender
- Philipp Kutschke, Finanzvorstand
- Michael Böhme
- Nguyen Duc Thang
- Hans-Dieter Stell
- Jörg Oberländer
- David Pikart
- Andreas Margara
- Daniel Schechter
- Klaus Woinar
- Duong Hoai Vu

Ehrenpräsidenten 
- Guido Hildner; Botschafter der Bundesrepublik Deutschland in Vietnam
- Vu Quang Minh; Botschafter der Sozialistischen Republik Vietnam in Deutschland

## Publikationen von DVG-Mitgliedern (Auswahl)
- Monika Heyder: Kulturschock Vietnam
- Monika Heyder: Vietnamesisch Wort für Wort
- Martin Großheim: Die Partei und der Krieg
- Martin Großheim: Ho Chi Minh
- Andreas Margara: Geteiltes Land, geteiltes Leid. Geschichte der deutsch-vietnamesischen Beziehungen von 1945 bis zur Gegenwart, Berlin 2022. ISBN 978-3-947729-62-3
- Wilfried Lulei / Nguyen Minh Ha: Vietnamesischer Schnellkurs
- Wilfried Lulei / Nguyen Minh Ha: Vietnamesisch zum Selbststudium
- Gerhard Will: 40 Jahre nach dem Ende des Vietnamkriegs
- Jochen May: Verborgene Schätze
- Nguyen Anh Thu / Andreas Stoffers: Deutschlands und Vietnams Perspektiven im Zusammenhang mit der wirtschaftlichen Integration ASEANs und der EU

## Zeitschrift
Die DVG gibt sechsmal jährlich die Onlinezeitschrift Viet Nam Info heraus.